# Chen Peixun
Chen Peixun (Chan Pui-Fang) (født 7. december 1921 i Hong Kong - død 25. februar 2007 i Shenzhen, Kina) var en kinesisk komponist, professor, pianist, organist og lærer.
Peixun studerede klaver, orgel og komposition privat i Hong Kong og Shanghai og i London. Han underviste som lærer og professor i komposition og klaver på Musikkonservatoriet i Beijing, og Hong Kongs Baptist Skole efter (1949). Peixun har skrevet tre symfonier, orkesterværker, kammermusik, klaverstykker etc. Hans symfonier hører til vigtige værker i den kinesiske musiklitteratur, især symfoni nr. 1 & 2.

## Udvalgte værker
- Symfoni nr. 1 "Mit Moderland" (1960-1964) - for orkester
- Symfoni nr. 2 "Tsing-Ming's Monumentet" (1980) - for orkester
- Symfoni nr. 3 "Ode til blommer og fyrretræer" (?) - for orkester